# 維拉華蒂·法吉林
維拉華蒂·法吉林（1957年10月1日—2021年11月21日），原名維拉華蒂·維哈爾喬（Verawaty Wiharjo），前印尼女子羽球運動員。她成名於1970年代末期到1980年代末期，在三個單項（女單、女雙及混雙）皆有世界級水準。
2020年3月，維拉華蒂被診斷出肺癌；2021年11月21日，維拉華蒂於醫院逝世。

## 球員生涯
在以單打為主的短暫時期，維拉華蒂在雅加達贏得了1980年IBF世界錦標賽冠軍，決賽擊敗同胞李英華。同年，維拉華蒂在全英羽球公開錦標賽輸給丹麥選手麗娜·科彭而獲得亞軍。她在1981年贏得了東南亞運動會羽球冠軍，並在1982年贏得了印尼羽球公開賽。
她早期的女子雙打冠軍大部分都與黃祖金合作。她們一起贏得了亞洲運動會（1978年）、丹麥羽球公開賽（1979年）、加拿大羽球公開賽（1979年）、全英羽球公開錦標賽（1979年）和東南亞運動會（1981年）。她們在1980年的世界羽球錦標賽中獲得亞軍。維拉華蒂也在1982年全英羽球公開錦標賽獲得亞軍，不過是搭配另一位同鄉露絲·達馬央提。
1983年至1985年，她的羽球生涯暫時中斷，復出後在她三十歲前後取得了令人矚目的成功。她與李英華在1986年和1988年的印尼公開賽上分享了女子雙打冠軍，並在1986年的世界羽球大獎賽總決賽中獲得了第二名。然而，她在職業生涯後期取得的最大成功來自混合雙打，她早期很少參加該項目的比賽。她分別與葉忠明和洪忠中一起贏得了1986年和1988年的馬來西亞羽球公開賽。1989年，維拉華蒂和洪忠中贏得了世界羽毛球大獎賽總決賽、荷蘭羽球公開賽和印尼羽球公開賽。他們還在雅加達舉行的1989年IBF世界錦標賽打進決賽，但無法擊敗韓國選手鄭明熙和強大的朴柱奉。
維拉華蒂帶領印尼優霸盃（女子國際團體賽）代表隊在1978年、1981年輸給日本，以及1986年輸給中國而贏得第二名。在這三場決賽中印尼隊共贏得七點、輸掉十四點比賽；而維拉華蒂包辦了其中的六點勝利，只有三點輸球。她還幫助印尼在1989年擊敗韓國贏得了蘇迪曼杯（男女團體賽）冠軍，這是她參與國際比賽的最後一年。